# 딜러 (비디오 게이밍)
딜러는 비디오 게임 등에서 주로 적에게 공격을 가하여 피해를 주는 캐릭터 역할군을 가리키는 단어이다. 힐러와 같이 조합되는 캐릭터이며 딜러의 경우는 원거리 공격, 단일 공격, 광역 공격 등의 유형으로 나뉜다.

## 능력
딜러는 적에게 공격을 가해 피해를 주고 적에게 상태 이상의 디버프를 걸거나 아군에게 상태 강화를 부여하기도 한다. 

## 딜러의 종류
여기서는 딜러의 상황별 유형 종류를 모두 나열한다.
- 원거리 딜러:적을 먼 원거리에서 공격하여 피해를 주는 딜러이다.

- 근거리 딜러:적에게 근접하여 공격하고 피해를 주는 딜러이다.

- 광역 공격 딜러:보다 많은 적에게 광범위하게 공격하여 피해를 주는 딜러이다.

## 같이 보기
- 비디오 게임
- 캐릭터 클래스